# Brigade d’intervention rapide (Kamerun)

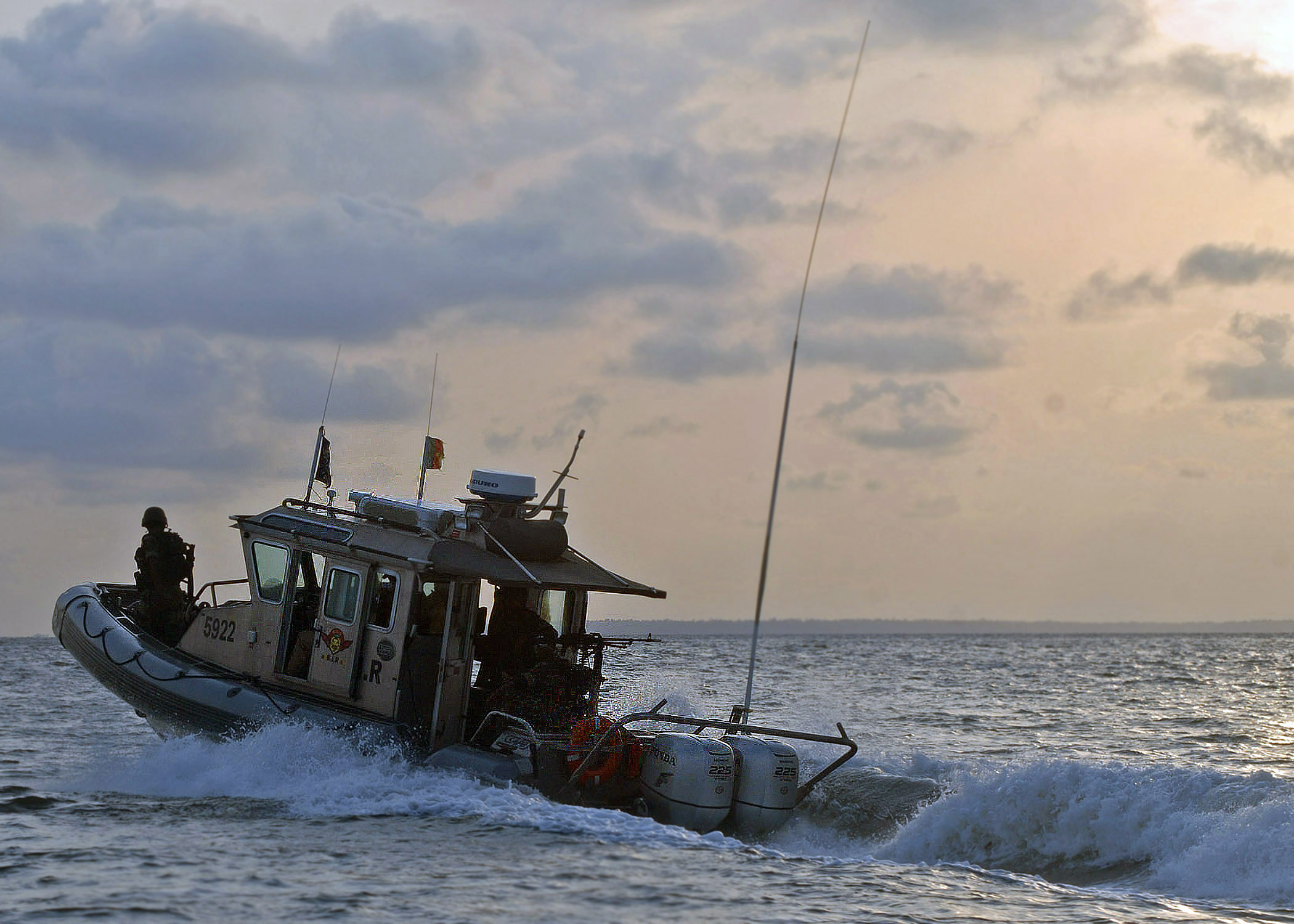
Ein Boot des Bataillon spécial amphibie während des Obangame Express 2011 Manövers

Die Brigade d’intervention rapide oder kurz BIR ist eine Brigade des kamerunischen Heeres. Sie wurde 2001 gegründet und besteht aus drei Bataillonen. Die Brigade untersteht direkt dem Chef d'état-major des armées (Generalstabschef) und hat ihren Sitz in Bafoussam. Die Brigade besteht aus drei Bataillonen, dem Bataillon des troupes aéroportées (BTAP) aus Koutaba, dem Bataillon blindé de reconnaissance (BRR) aus Douala und dem Bataillon spécial amphibie (BSA) aus Tiko.
Im November 2014 haben Teile der Brigade die Grenze zu Zentralafrika überschritten, um mit MINUSCA-Truppen Anti-Balaka-Gruppierungen zu bekämpfen. Amnesty International wirft dieser BIR vor, dass man im Zusammenhang mit der Bekämpfung von Boko Haram Menschen ermordet, außergerichtlich erschießt und verschwinden lässt. Am 17. Juli 2017 sank ein Boot der BIR in der Nähe des Dorfs Debunsha, in der Gemeinde West Coast, Fako. 34 Soldaten werden vermisst, während drei gerettet wurden.